# Lahtisleden

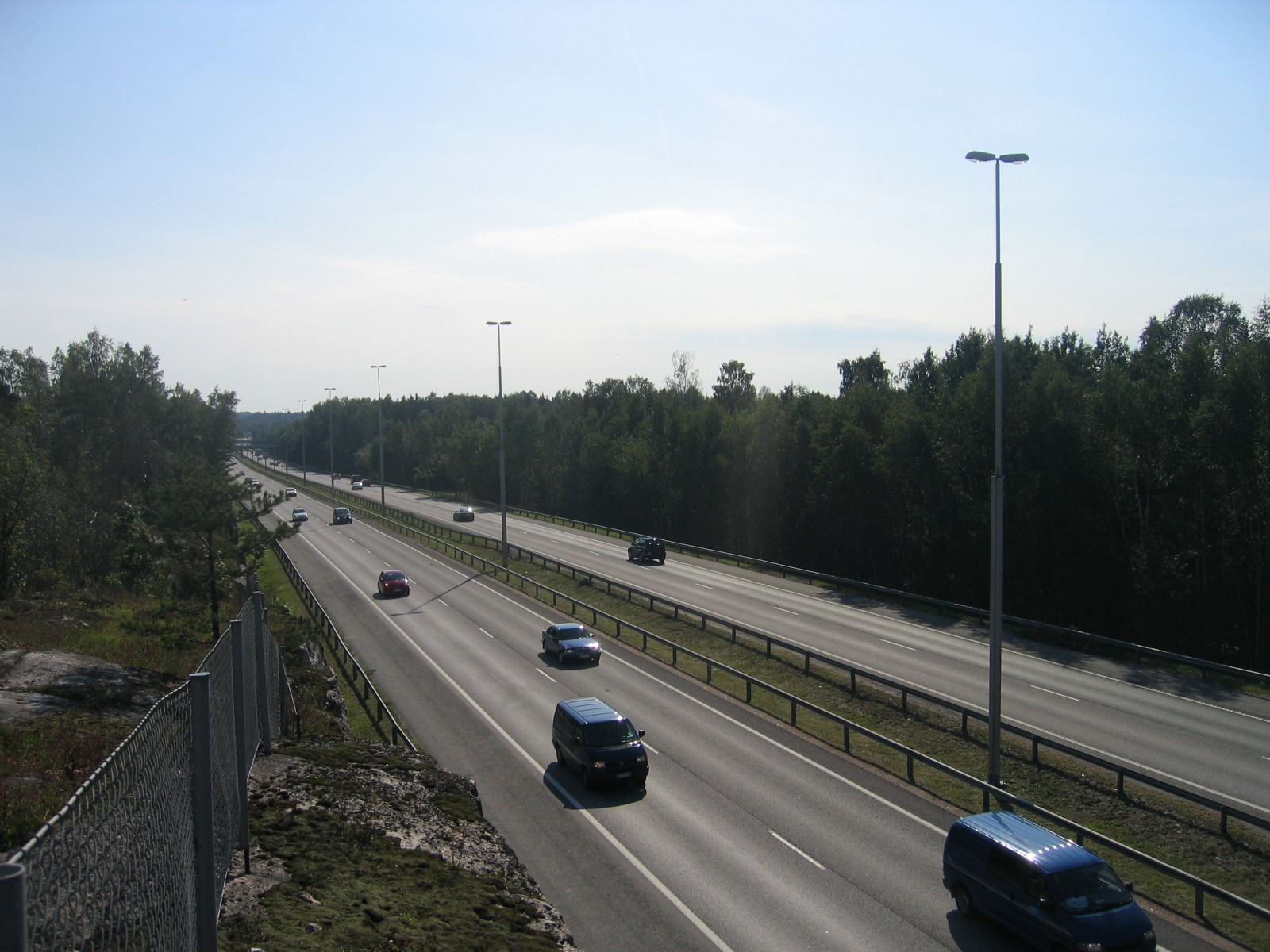
Lahtisleden vid Jakobacka

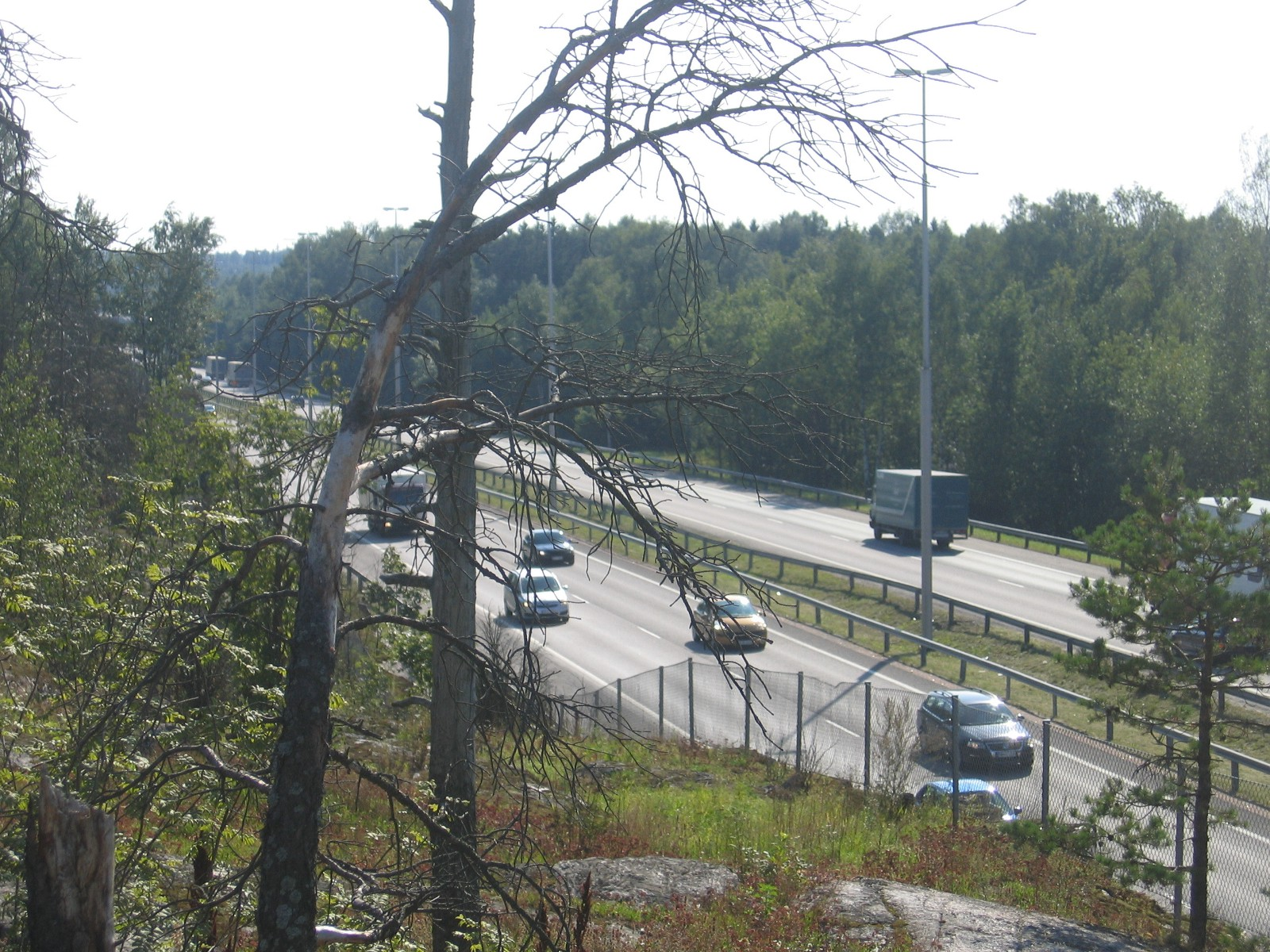
Lahtisleden vid Jakobacka

Lahtisleden (finska Lahdenväylä) är den delsträcka av Finlands Riksväg 4, som går genom huvudstadsregionen. Vägen utgör också Europaväg 75. Lahtisleden är en utfartsväg mot norr från Helsingfors och går genom Vanda mot Lahtis. Den första delen av motorvägen blev klar på 1960-talet (Forsby - Vik) och den andra etappen till Träskända på 1970-talet. Motorvägen från Helsingfors till Lahtis blev i sin helhet klar år 1999. Sträckan från Forsby till avfarten till Borgåleden har 3 filer samt vägren i vardera riktning. Detta är Finlands enda sexfiliga motorväg.  

## Avfarter
Avfarter från Helsingfors:
|  | Nr                                                       | Trafikplats                                      | Korsande väg           | Skyltning    |
|  | -------------------------------------------------------- | ------------------------------------------------ | ---------------------- | ------------ |
|  | E 754 7 Motorväg (2+2)                                   |                                                  |                        |              |
|  |                                                          |                                                  | Gustav Vasas väg       | centrum      |
|  | 1                                                        | Forsby planskilda korsning                       | Forsbyvägen, Viksvägen | Forsby       |
|  | E 754 7 Motorväg (3+3)                                   |                                                  |                        |              |
|  | 2                                                        | Viks planskilda korsning (endast söderut)        | Rönnbackavägen         | Vik          |
|  | 3                                                        | Stensböle planskilda korsning                    | 101 Ring I             | Ring I       |
|  | 4                                                        | Tattaråsens planskilda korsning (endast söderut) | 7 Borgåleden           | Borgå, Kotka |
|  | E 754 Motorväg (2+2)                                     |                                                  |                        |              |
|  | 5                                                        | Fagersta planskilda korsning                     | E 1850 Ring III        | Ring III     |
|  | 6                                                        | Kungsbacka planskilda korsning                   | 1375                   | Kungsbacka   |
|  | 7                                                        | Korso planskilda korsning                        | 152                    | Jokivarsi    |
|  | 8                                                        | Kervo södra planskilda korsning                  | 148                    | Kervo        |
|  | huvudstadsregionens gräns, se Riksväg 4 för fortsättning |                                                  |                        |              |